# Convento de Nuestra Señora de la Asunción (Pinto)
El Convento de Nuestra Señora de la Asunción o Convento de las Capuchinas de Pinto es un cenobio de monjas Clarisas Capuchinas, sito en la plaza de las Capuchinas de esa localidad de la Comunidad de Madrid (España).

## Historia
Los sacerdotes de la villa de Pinto don Blas Martínez del Peral y don Pedro Alonso Ramos fundaron un monasterio de monjas Bernardas sobre un beaterio anterior, con licencia concedida por el Papa Paulo III en 1529. En 1588 la comunidad obtuvo permiso del Arzobispo de Toledo don Gaspar de Quiroga y Vela para trasladarse a la villa de Madrid, debido a la escasa salubridad del monasterio pinteño. 
El convento de las monjas capuchinas de Pinto fue fundado por don Pedro Pacheco y Chacón, primer marqués de Castrofuerte y hermano del primer conde de Pinto don Luis Carrillo de Toledo. Para ello restauró el monasterio que habían abandonado en la localidad las Bernardas y el 13 de junio de 1639 se instaló en el mismo la nueva comunidad conventual.
El monasterio actual es una construcción de la segunda mitad del siglo XX, carente de relevancia arquitectónica.
El escritor e investigador local de Pinto, Luis Roldán Jordán, junto con la investigadora y licenciada en Documentación, Pepa García Tovar, ambos miembros del Seminario de Historia Local de Pinto, han escrito la obra ‘El convento de Monjas Capuchinas de Pinto, 500 años de historia’. En dicha obra se compilan años de investigación, donde se han revisado y digitalizado numerosos archivos y recopilado numerosas comunicaciones orales.

## Iglesia
Dirigida por Juan Cabello, la construcción de la iglesia anexa finalizó en 1703. Está incluida en el Inventario de Bienes Culturales de la Comunidad de Madrid.